# Балдису
Балдису́ (каз. Балдысу) — село у складі Сузацького району Туркестанської області Казахстану. Входить до складу Чулаккурганського сільського округу.
Населення — 326 осіб (2021; 311 у 2009, 295 у 1999, 425 у 1989).